# Caldana (Toskana)
Caldana ist ein Ortsteil (Fraktion, italienisch frazione) der Gemeinde Gavorrano in der Provinz Grosseto, Region Toskana in Italien.

## Geografie
Der Ort liegt ca. 4 Kilometer südöstlich des Hauptortes Gavorrano und ca. 20 Kilometer nordwestlich der Provinzhauptstadt Grosseto in der Maremma. Caldana liegt im Bistum Grosseto und bei 178 Metern und hat ca. 1000 Einwohner. Der Ort besteht heute aus vier Rioni: Caldana Vecchia (Altstadt), Borgo (Vorort der Altstadt), Convento und Castagni. Giuncarico (ebenfalls Ortsteil von Gavorrano) liegt ca. 3 km östlich, Ravi (Gavorrano) ca. 2 km nördlich.

## Geschichte
Erstmals erwähnt wird der Ort 940 als der Abbazia di San Bartolomeo a Sestinga (nahe Vetulonia) zugehörig und lag bis zum Jahr 1000 im Einflussbereich der Aldobrandeschi. Namensgebend für den Ort (Calidana) waren die ehemalig warmen und schwefelhaltigen Quellen des unweit gelegenen Bagnaccio. Im 12. Jahrhundert entstanden die ersten Stadtmauern, damals herrschten die Alberti im Ort, im 13. Jahrhundert unterstand der Ort der Familie der Pannocchieschi. 1253 wurde der Ort erstmals als Castello bezeichnet. 1328 unterwarf sich der Ort Massa Marittima, doch bereits acht Jahre später erhielten die Malavolti aus Siena Einfluss auf das Regierungshandeln. 1374 befindet sich der Ort unter den Salimbeni aus Siena, die sich zu dieser Zeit in einem Machtkampf mit der Regierung in Siena (Governo dei Nove) befand. Nach der Niederlage der Salimbeni gelangte der Ort unter die Führung von Santa Maria della Scala, die Caldana dem Mariano da Scarlino unterstellte. Dieser verkaufte zwischen 1468 und 1472 nach und nach an die Familie Bellanti. Am 12. April 1483 kam es zu einem Aufstand gegen die Bellanti, die politisch den Noveschi zugeordnet wurden. Dabei kam Antonio Bellanti ums Leben. Der Ort wurde zerstört und verblieb ohne Einwohner. Nachdem die Noveschi 1487 unter Pandolfo Petrucci an die Macht in Siena zurückkehrten, ging der Ort wieder an die Bellanti, die den Ort aber nicht wieder instand setzten. Nach der Niederlage der Republik Siena gegen Florenz 1555 verkauften die Bellanti ihre Besitztümer am 19. August 1558 an Marcello Austini. Er führte den Ort für die Medici als Lehen im Großherzogtum Toskana, erhielt von diesen den Grafentitel und begann, den Ort wieder aufzubauen und zu bevölkern. Von 1562 bis 1570 errichtete Lorenzo di Francesco Pomarelli (Schüler des Baldassare Peruzzi) die heute noch vorhandenen Stadtmauern in Form einer Burg mit vier Bastionen und einem Zugangstor (Stadttor).

## Sehenswürdigkeiten

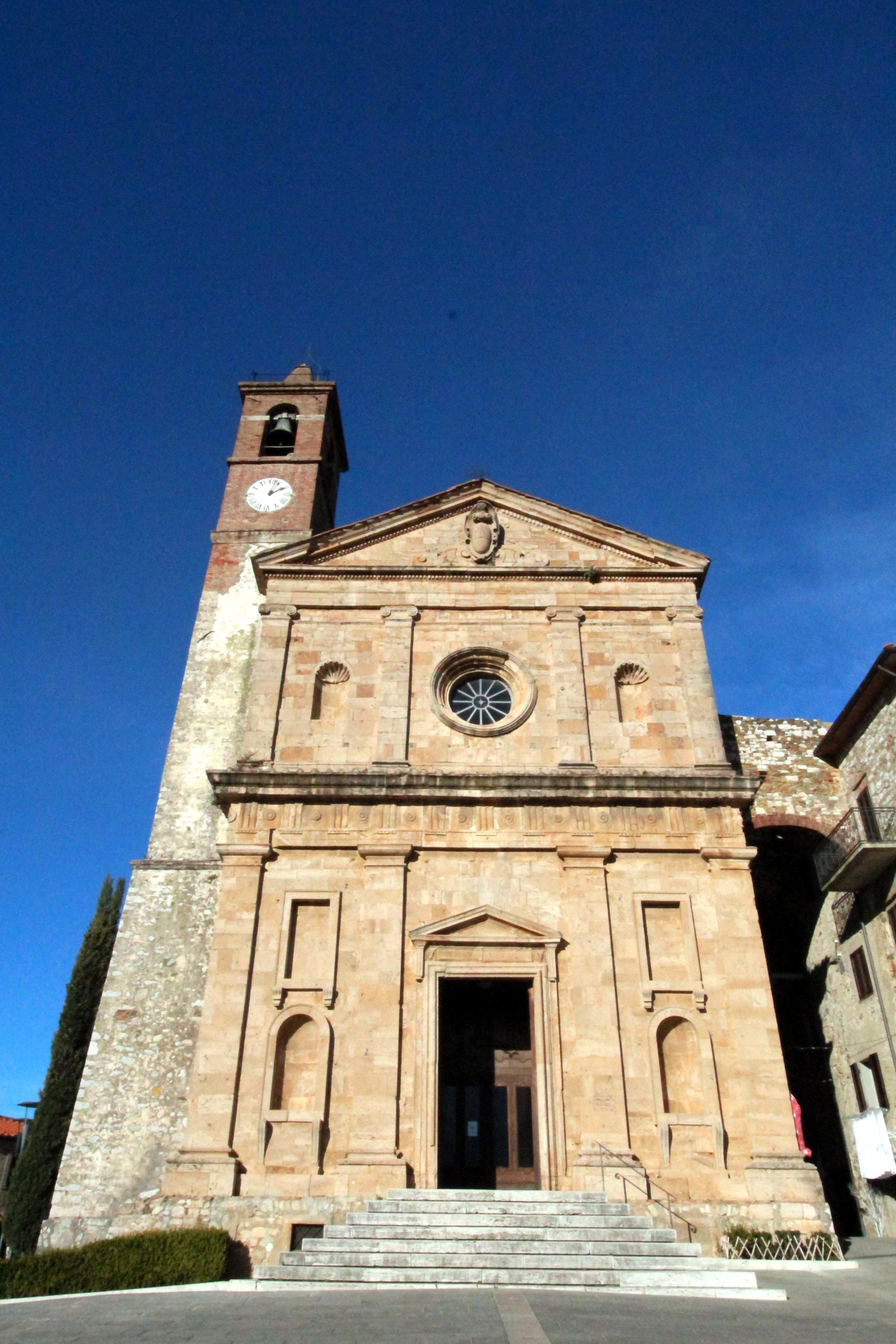
Die Kirche San Biagio

- Chiesa di San Biagio, Hauptkirche (Chiesa Parrocchiale) im Ortskern. Der Bau wird aufgrund seiner Ähnlichkeit mit der Kirche Madonna di San Biagio in Montepulciano dem Antonio da Sangallo dem Älteren zugeschrieben.[4][6][5][8] Die Kirche entstand 1575 wahrscheinlich über einer älteren Kirche aus dem 13. Jahrhundert (von der noch die Kellerräume, Cantinoni genannt, vorhanden sind) und enthält an der Fassade das Wappen der Austini.[6] Der Campanile stammt aus der ersten Hälfte des 19. Jahrhunderts. Im Inneren befindet sich am Hochaltar das Werk San Biagio Vescovo e San Guglielmo in adorazione del Crocifisso von Giuseppe Nicola Nasini sowie zwei Werke aus dem 17. Jahrhundert, die unbekannten seneser Künstlern zugeschrieben werden (San Luca che dipinge la Madonna con il Bambino und Assunzione della Madonna[9]).[8] Der Hauptaltar selbst entstand aus Materialien, die in den Cave di Portasanta unweit von Caldana abgebaut wurden. Zudem enthält die Kirche eine Reliquie des Blasius von Sebaste, dem Namensgeber der Kirche. 1970 wurde die Kirche restauriert.[6]
- Antica Chiesa di San Biagio, ehemalige Kirche im Ortskern am Ende der Via di Mezzo, die heute als Pfarrhaus (Canonica) genutzt wird.[6] Das Gebäude entstand im 13. Jahrhundert und wurde teilweise auf den alten Stadtmauern errichtet. Von der alten Kirche sind heute noch Teile der Fassade (unterer Teil) und die Apsis vorhanden.[8]
- Oratorio di Sant’Antonio da Padova, entstand 1670 auf Initiative von Annibale Bichi und dessen Frau Anna Eleonora Austini. Der Hochaltar aus Stuck stammt aus dem Jahr 1678 und wurde von Domenico Notari aus Lugano errichtet. An den Seiten des Altars befinden sich die Gemälde Apparizione della Madonna, di Cristo, di Sant’Antonio da Padova e di San Biagio a San Guglielmo in preghiera (links) und Angelo custode con il Bambino Gesù che contempla gli strumenti della Passione (rechts), die beide aus dem 17. Jahrhundert stammen und unbekannten seneser Künstlern zugeschrieben werden. Die heutige Fassade mit den vier Lisenen stammt aus dem 19. Jahrhundert.[4]
- Convento di Sant’Agostino, ehemaliges Kloster des Augustinerordens kurz außerhalb (südwestlich) von Caldana. Entstand 1629 und wurde bereits 1652 durch Papst Innozenz X. geschlossen.[3]
- Cave di Portasanta, auch Porta Santa[1] oder Cave di Caldana genannt, ehemaliger Steinbruch für Marmor, der dem von Campiglia Marittima und dem der Montagnola Senese ähnlich ist.[1] Der hier abgebaute Marmor wurde u. a. auch im Dom von Siena, in Santa Maria di Provenzano in Siena, im Dom San Lorenzo in Grosseto sowie für die Fassade der Kathedrale von Florenz verwendet.[3] Namensgebend sind die Steinbrüche auf Chios, deren Marmor für die Porta Santa (Heilige Pforte) im Petersdom verwendet wurde und die dem in Caldana produzierten Material ähneln. Der Abbau des Marmors fand bis ins frühe 19. Jahrhundert statt und von 1935 bis 1979. Abgebaut wurden die Typen Portasanta Classico, Portasanta Moderno und Portasanta Fallani.[10]

## Verkehr
- Die nächstgelegenen Anschlussstellen an den Fernverkehr sind die Anschlussstellen Giuncarico an der Staatsstraße Strada Statale SS 1 (Via Aurelia), ca. 10 km östlich gelegen, oder die Anschlussstelle Gavorrano Scalo, ca. 10 km nördlich gelegen.

## Sport
- Der Ort besitzt ein Team, das heute noch den historischen Sport Palla eh! betreibt.

## Besonderheiten
Der Ort hat seit dem 18. Juni 1994 eine Partnerschaft mit der Contrada Selva in Siena. Diese entstand aufgrund von Besitztümern der Austini in der Contrada Gallo, die später in der Contrada Selva aufging.
Der Ort war Schauplatz der ZDF-Serie „Ein Haus in der Toscana“, welche in den Jahren 1990–1994 produziert wurde.

## Bilder

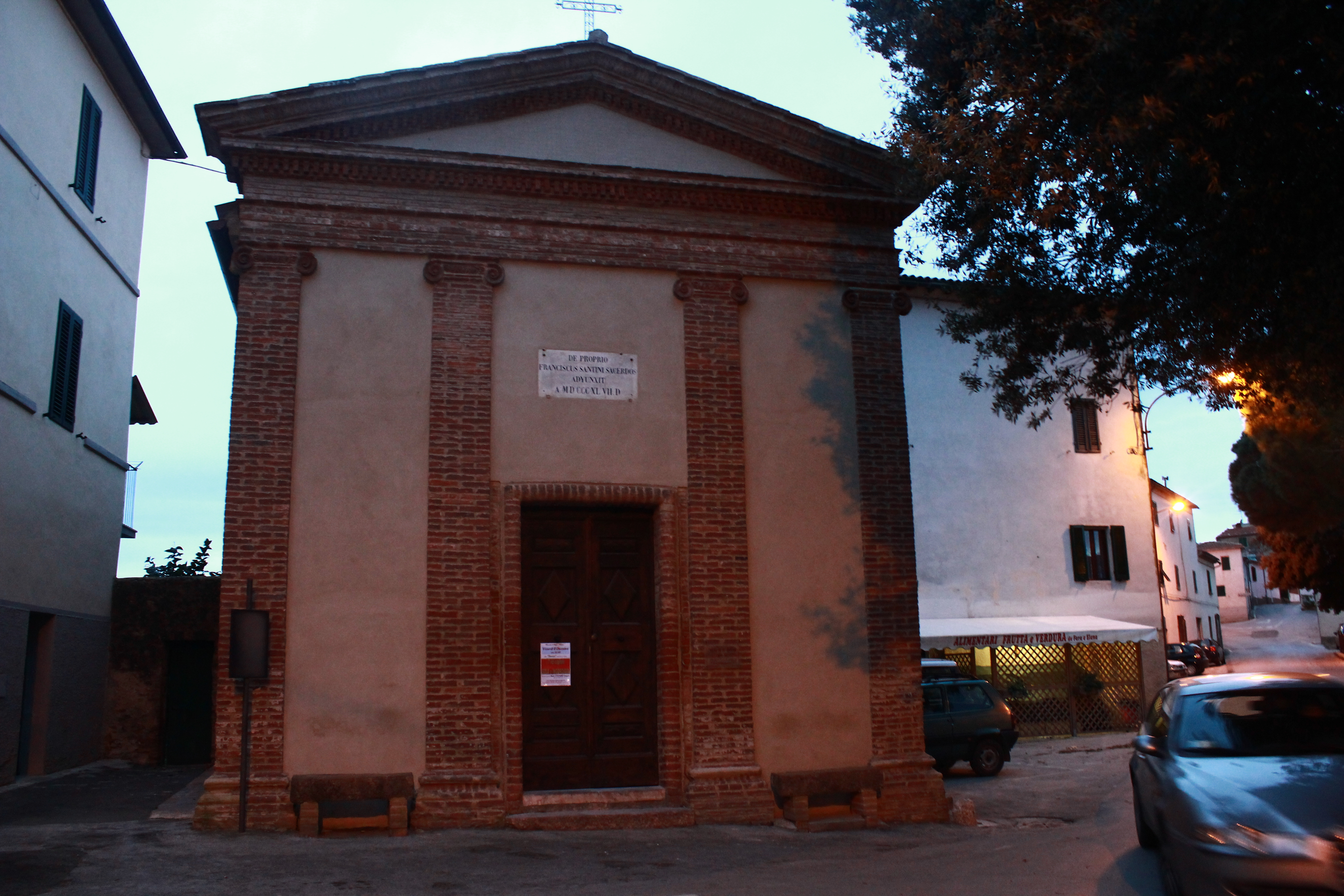
Das Oratorio di Sant’Antonio da Padova im Borgo von Caldana
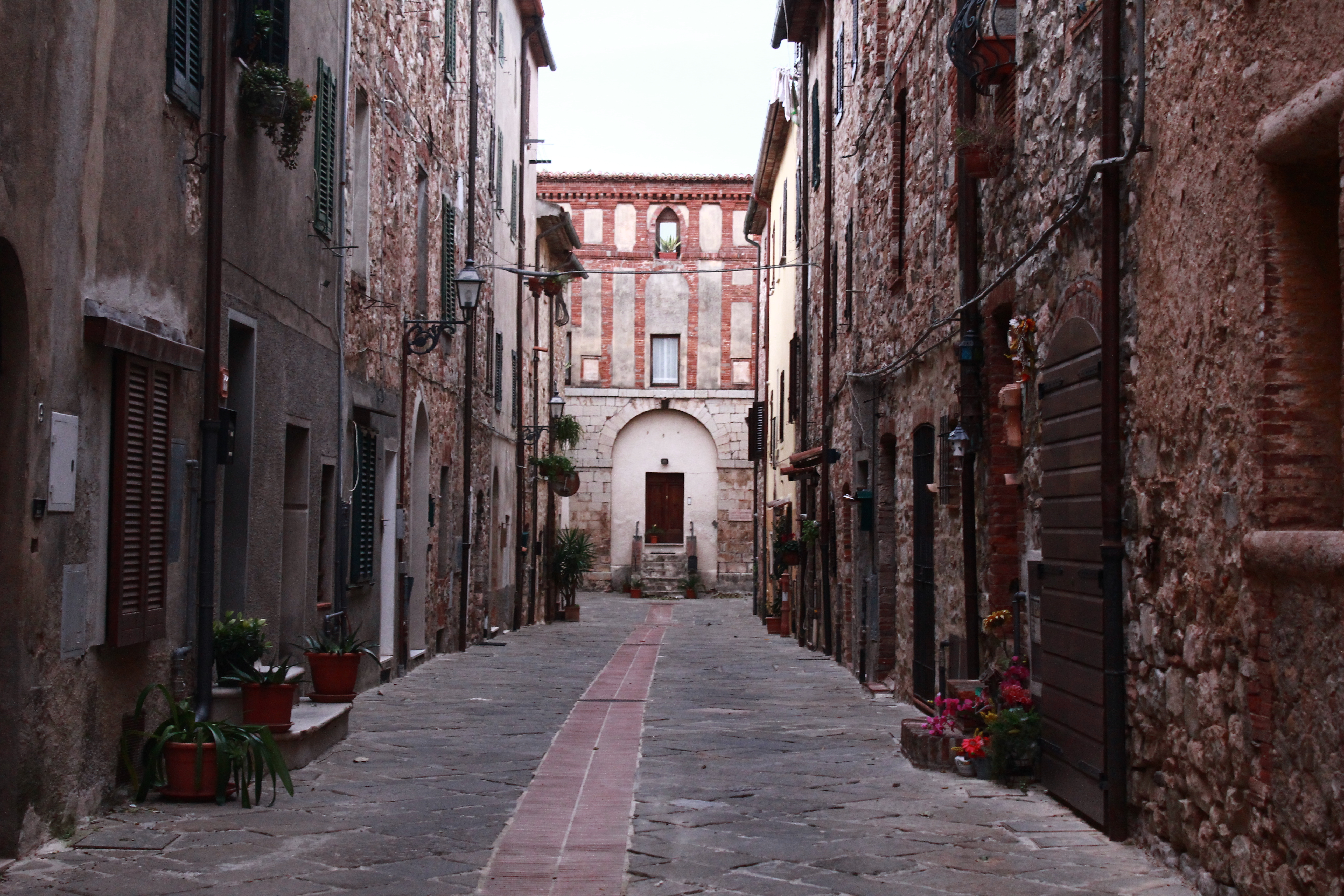
Das Pfarrhaus und ehemalige Kirche von San Biagio im Ortskern
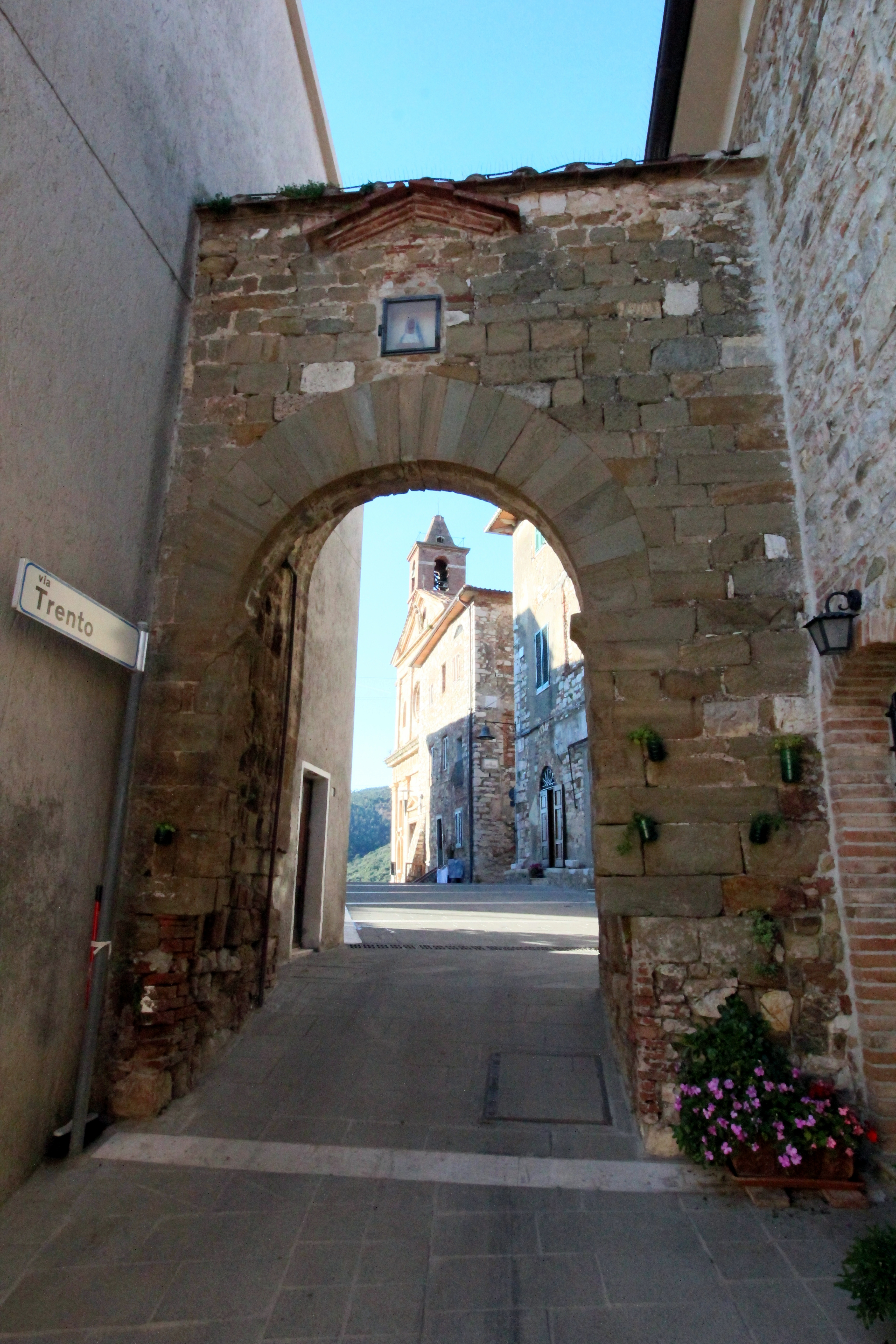
Das (einzige) mittelalterliche Stadttor in Caldana
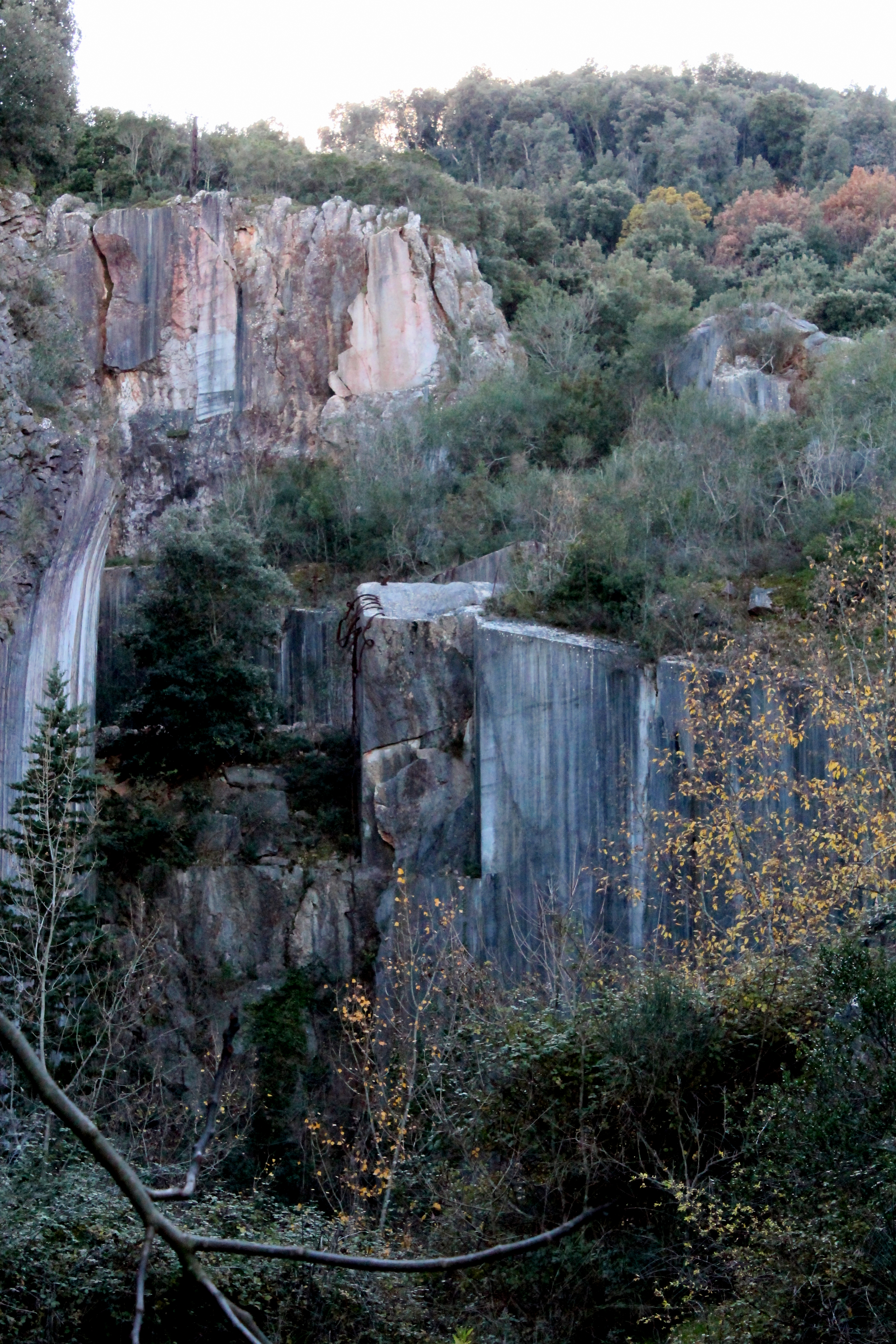
Die Portasanta-Steinbrüche in Caldana